# Anni 870
Gli anni 870 sono il decennio che comprende gli anni dall'870 all'879 inclusi.

## Eventi, invenzioni e scoperte

Sacro Romano Impero dopo il Trattato di Meerssen. In arancione i territori di Carlo il Calvo, in verde quelli di Ludovico il Germanico e in rosa quelli di Ludovico II il Giovane.

### Sacro Romano Impero
- 12 agosto 875: Muore Ludovico II il Giovane.
- 25 dicembre 875: Carlo il Calvo, dopo aver varcato le Alpi e aver ottenuto il titolo di Re d'Italia, viene incoronato imperatore del Sacro Romano Impero.
- 6 ottobre 876: Muore Carlo il Calvo. Il titolo di imperatore del Sacro Romano Impero andrà a Carlo il Grosso nell'881, mentre il titolo di Re d'Italia a Carlomanno di Baviera.

#### Francia Occidentalis
- 870 - Trattato di Meerssen: Carlo il Calvo, re della Francia Occidentalis, e Ludovico il Germanico, re della Francia Orientalis, si spartiscono la Francia Media (insieme di Lotaringia e Provenza). A Carlo il Calvo va la parte occidentale della Francia Media.
- 876: Dopo la morte di Carlo il Calvo, Luigi II di Francia diventa re dei franchi occidentali.
- 879: Muore Luigi II di Francia. La Francia Occidentalis finisce in mano ai due figli, Carlomanno II e Luigi il Giovane, e alla moglie Adelaide, incinta del terzo figlio, Carlo III di Francia.

#### Francia Orientalis
- 870 - Trattato di Meerssen: Carlo il Calvo, re della Francia Occidentalis, e Ludovico il Germanico, re della Francia Orientalis, si spartiscono la Francia Media (insieme di Lotaringia e Provenza). A Ludovico il Germanico va la parte orientale della Francia Media.
- 876: Muore Ludovico il Germanico e la Francia Orientalis viene spartita tra i suoi tre figli: Carlomanno di Baviera ebbe, appunto, la Baviera e il titolo di Re dei Franchi Orientali e re d'Italia, Ludovico III il Giovane ebbe la Franconia, la Sassonia e la Turingia, e Carlo il Grosso l'Alemannia.
- 879: Carlomanno di Baviera muore e lascia al fratello Carlo il Grosso il titolo di Re d'Italia, e a Ludovico III il Giovane la Baviera.

### Europa

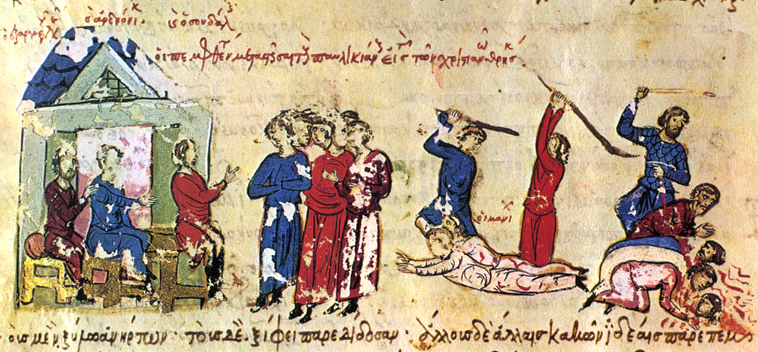
Il Massacro dei Pauliciani, da Madrid Skylitzes.

#### Impero Romano d'Oriente
- 872 - Battaglia di Bathys Ryax: Basilio I sconfigge gli eretici Pauliciani.
- 872: Basilio I riconquista, anche se per poco, Cipro.
- 875: Basilio I riconquista gran parte della Puglia.
- 876: Basilio I riconquista l'emirato di Bari.

#### Britannia
- 870: I Danesi si uniscono ai Vichinghi e assediano Dumbarton, in Scozia.
- 31 dicembre 870 - Battaglia di Englefield: I Vichinghi si scontrano con l’Eldorman Æthelwulf del Berkshire. Gli invasori sono costretti a ritirarsi sino a Reading e molti dei Danesi vengono uccisi.
- 871 - Battaglia di Ashdown: Vince il re sassone Etelredo, mentre il re normanno Bagsec rimane sul campo.
- 879: Alfredo il Grande sconfigge definitivamente i Vichinghi normanni.

#### Regno di Norvegia
- 872: Harald I unifica la Norvegia sotto un'unica corona.
- 874: I Vichinghi fondano Reykjavik, colonizzando l'Islanda per la prima volta.

### Impero arabo
- 870 - Anarchia di Samarra: Il ribelle Salih ibn Wasif viene catturato ed ucciso nella Samarra abbasside dalle truppe di Musa ibn Bugha al-Kabir.
- 870: Finisce l'anarchia di Sammara grazie al califfo Al-Mu'tamid.

### Asia

#### Cina
- 876: Seiwa cede il trono di imperatore al figlio.

### Altro

#### Religione
- 872: Giovanni VIII diventa papa.
- 872: Giovanni VIII riconosce il reinsediamento di Fozio I come patriarca di Costantinopoli.

## Personaggi
- Ludovico II il Giovane
- Carlo il Calvo
- Ludovico il Germanico
- Ludovico III il Giovane
- Carlomanno di Baviera
- Carlomanno II di Francia